# Record de France de natation messieurs du 800 mètres nage libre
Le record de France de natation sportive messieurs pour l'épreuve du 800 mètres nage libre concerne les records obtenus par les athlètes dans cette épreuve en bassin de 50 et 25 mètres.

## Bassin de 50 mètres
| Temps          | Athlète             | Naissance | Âge | Club                                  | Compétition                   | Lieu              | Date              |
| -------------- | ------------------- | --------- | --- | ------------------------------------- | ----------------------------- | ----------------- | ----------------- |
| 13 min 40 s 0  | André Caby          |           |     | PN Lille                              |                               | Juvisy            | 23 juin 1912      |
| 13 min 37 s 0  | J. Pérol            |           |     | CNS                                   |                               | Strasbourg        | 20 août 1921      |
| 13 min 20 s 0  | Albert Lanoix       |           |     | SNS                                   |                               | Tourcoing         | 13 août 1922      |
| 13 min 04 s 4  | Jean Rebeyrol       |           |     | ASPTT Bordeaux                        |                               | Arras             | 18 août 1923      |
| 12 min 58 s 30 | Jean Rebeyrol       |           |     | ASPTT Bordeaux                        | Jeux olympiques d'été de 1924 | Paris (Tourelles) | 13 juillet 1924   |
| 12 min 38 s 60 | Salvator Pellegry   |           |     | Cercle des nageurs de Marseille       | Jeux olympiques d'été de 1924 | Paris (Tourelles) | 13 juillet 1924   |
| 12 min 21 s 6  | Guy Middleton       |           |     | Cercle des Nageurs de Nice            |                               | Toulon            | 5 octobre 1924    |
| 11 min 46 s 0  | Jean Taris          | 1909      | 18  | Sporting Club Universitaire de France |                               | Paris (Tourelles) | 31 juillet 1927   |
| 11 min 13 s 2  | Jean Taris          | 1909      | 20  | Sporting Club Universitaire de France |                               | Gare              | 9 mars 1929       |
| 11 min 01 s 2  | Jean Taris          | 1909      | 20  | Sporting Club Universitaire de France |                               | Gare              | 23 mars 1929      |
| 10 min 36 s 6  | Jean Taris          | 1909      | 21  | Sporting Club Universitaire de France |                               | Gare              | 17 avril 1930     |
| 10 min 19 s 6  | Jean Taris          | 1909      | 21  | Sporting Club Universitaire de France |                               | Gare              | 23 mai 1930       |
| 10 min 17 s 2  | Jean Taris          | 1909      | 22  | FFNS                                  |                               | Cannes            | 9 juin 1931       |
| 10 min 15 s 6  | Jean Taris          | 1909      | 23  | FFNS                                  |                               | Cannes            | 21 juin 1932      |
| 10 min 12 s 0  | Jo Bernardo         |           |     | R.U.A.                                |                               | Casablanca        | 15 juillet 1949   |
| 10 min 05 s 9  | Jean Boiteux        | 1933      | 19  | Dauphins du TOEC                      |                               | Toulouse          | 7 juin 1952       |
| 9 min 51 s 5   | Jean Boiteux        | 1933      | 19  | Dauphins du TOEC                      |                               | Toulouse          | 20 juin 1952      |
| 9 min 38 s 2   | Jean Boiteux        | 1933      | 19  | Dauphins du TOEC                      |                               | Toulouse          | 9 juillet 1952    |
| 9 min 28 s 6   | Guy Montserret      |           |     | UNI Constantine                       |                               | Monte-Carlo       | 2 septembre 1957  |
| 9 min 22 s 7   | Guy Montserret      |           |     | BS Alger                              |                               | Alger             | 29 juillet 1959   |
| 9 min 19 s 4   | Francis Luyce       | 1947      | 17  | Dunkerque Natation                    |                               | Salon-de-Provence | 7 juillet 1964    |
| 9 min 17 s 8   | Francis Luyce       | 1947      | 18  | Dunkerque Natation                    |                               | San Remo          | 25 juillet 1965   |
| 9 min 10 s 6   | Alain Mosconi       | 1949      | 17  | Cercle des nageurs de Marseille       |                               | Cognac            | 16 août 1966      |
| 8 min 48 s 2   | Alain Mosconi       | 1949      | 17  | Cercle des nageurs de Marseille       |                               | Monaco            | 1er novembre 1966 |
| 8 min 46 s 8   | Alain Mosconi       | 1949      | 18  | Cercle des nageurs de Marseille       |                               | Monaco            | 5 juillet 1967    |
| 8 min 42 s 0   | Francis Luyce       | 1947      | 20  | Dunkerque Natation                    |                               | Dinard            | 21 juillet 1967   |
| 8 min 30 s 20  | Marc Lazzaro        |           |     | Cercle des nageurs de Marseille       |                               | Marseille         | 17 mars 1975      |
| 8 min 27 s 59  | Pierre Andraca      |           |     | Cercle des nageurs d'Antibes          |                               | Antibes           | 15 juillet 1977   |
| 8 min 25 s 95  | Pierre Andraca      |           |     | Racing club de France                 |                               | Londres           | 12 août 1979      |
| 8 min 20 s 41  | Franck Iacono       | 1966      | 15  | CN Fontainebleau                      |                               | Dunkerque         | 3 août 1981       |
| 8 min 17 s 98  | Franck Iacono       | 1966      | 17  | Racing club de France                 | Interclubs                    | Los Angeles       | 15 mai 1983       |
| 8 min 16 s 35  | Franck Iacono       | 1966      | 17  | Racing club de France                 |                               | Vancouver         | 27 mai 1983       |
| 8 min 14 s 44  | Franck Iacono       | 1966      | 17  | Racing club de France                 | Championnats de France        | Bordeaux          | 31 juillet 1983   |
| 8 min 11 s 13  | Franck Iacono       | 1966      | 17  | Racing club de France                 | Championnats USA              | Clovis            | 3 août 1983       |
| 8 min 10 s 55  | Franck Iacono       | 1966      | 20  | Racing club de France                 | Championnats du monde (f)     | Madrid            | 23 août 1986      |
| 8 min 09 s 10  | Christophe Marchand | 1970      | 18  | Villeparisis Natation                 | Jeux olympiques               | Séoul             | 24 septembre 1988 |
| 8 min 08 s 03  | Sylvain Cros        | 1980      | 19  | SN Strasbourg                         | Championnats d'Europe         | Istanbul          | 30 juillet 1999   |
| 8 min 06 s 76  | Nicolas Rostoucher  | 1981      | 20  | Mulhouse Olympic Natation             | Championnats de France        | Chamalières       | 5 mai 2001        |
| 8 min 02 s 92  | Nicolas Rostoucher  | 1981      | 20  | Mulhouse Olympic Natation             | Championnats du monde (s)     | Fukuoka           | 23 juillet 2001   |
| 7 min 56 s 79  | Nicolas Rostoucher  | 1981      | 22  | Mulhouse Olympic Natation             | Championnats de France (f)    | Saint-Étienne     | 18 avril 2003     |
| 7 min 54 s 66  | Sébastien Rouault   | 1986      | 19  | CNO Saint-Germain-en-Laye             | Jeux méditerranéens (f)       | Almérie           | 2005              |
| 7 min 52 s 04  | Sébastien Rouault   | 1986      | 19  | CNO Saint-Germain-en-Laye             | Championnats du monde (s)     | Montréal          | 26 juillet 2005   |
| 7 min 52 s 04  | Sébastien Rouault   | 1986      | 21  | CNO Saint-Germain-en-Laye             | Championnats du monde         | Melbourne         | 28 mars 2007      |
| 7 min 51 s 57  | Nicolas Rostoucher  | 1981      | 28  | CS Clichy 92                          | Championnats de France (f)    | Montpellier       | 22 avril 2009     |
| 7 min 48 s 28  | Sébastien Rouault   | 1986      | 24  | Mulhouse Olympic Natation             | Championnats d'Europe (f)     | Budapest          | 13 août 2010      |
| 7 min 46 s 30  | David Aubry         | 1996      | 22  | Montpellier Métropole Natation        | Championnats de France (f)    | Rennes            | 20 avril 2019     |
| 7 min 42 s 08  | David Aubry         | 1996      | 23  | Montpellier Métropole Natation        | Championnats du monde (f)     | Gwangju           | 24 juillet 2019   |

## Bassin de 25 mètres
| Temps            | Athlète            | Naissance | Âge | Club                      | Compétition            | Lieu      | Date             |
| ---------------- | ------------------ | --------- | --- | ------------------------- | ---------------------- | --------- | ---------------- |
| 7 min 57 s 95    | Laurent Journet    | 1970      | 18  | Canet 66 Natation         |                        | Cannes    | 30 décembre 1988 |
| 7 min 55 s 02    | Jean-Yves Faure    | 1969      | 25  | Montpellier ANUC          |                        | Paris     | 27 mars 1994     |
| 7 min 54 s 95    | Sylvain Cros       | 1980      | 19  | SN Strasbourg             | Championnats interclub | Dunkerque | 16 janvier 1999  |
| 7 min 47 s 71    | Sylvain Cros       | 1980      | 21  | CS Clichy 92              | Championnats interclub | Antibes   | 13 janvier 2001  |
| 7 min 47 s 25    | Nicolas Rostoucher | 1981      | 26  | CS Clichy 92              | Championnats de France | Nîmes     | 7 décembre 2007  |
| 7 min 45 s 38    | Sébastien Rouault  | 1986      | 23  | Mulhouse olympic natation | Championnats d'Europe  | Istanbul  | 12 décembre 2009 |
| 7 min 39 s 96    | Sébastien Rouault  | 1986      | 24  | Mulhouse olympic natation | Championnats de France | Chartres  | 4 décembre 2010  |
| 7 min 29 s 17 RE | Yannick Agnel      | 1992      | 22  | Olympic Nice Natation     | Championnats de France | Angers    | 16 novembre 2012 |